# سربازان فوق‌العاده ۲
 سربازان فوق‌العاده ۲ (به انگلیسی: Super Troopers 2)، فیلم کمدی به کارگردانی جی چاندراسکار محصول سال ۲۰۱۸ آمریکا است. این فیلم ادامهٔ قسمت فیلم سربازان فوق‌العاده است که در سال ۲۰۰۱ ساخته شده بود.

## داستان
چند سال پس از داستان قسمت اول بعد از به وجود آمدن اختلاف مرزی بین ایالات متحده و کانادا، با ایجاد یک ایستگاه گشت بزرگ‌راه در منطقه مورد اختلاف قرار می‌گیرند و …

## انتشار
سربازان فوق‌العاده ۲ در ۲۰ آوریل سال ۲۰۱۸ پس از ۱۷ سال دوباره توسط فاکس سرچلایت پیکچرز منتشر شد.